# Děčínská kotva
Děčínská kotva byl československý festival populárních písní, který se v letech 1968–1989 konal každoročně v Děčíně v okrese Děčín v Ústeckém kraji. Festival vznikl částečně i jako protiváha známějšího slovenského festivalu Bratislavská lyra. Byl volněji koncipovaný než Lyra a mimo soutěž uváděl i hosty z dalších socialistických zemí. Šéfdirigentem festivalu byl (stejně jako na Bratislavské lyře) Václav Zahradník. Nejpopulárnější zpěváci tehdejší doby se však festivalu obvykle neúčastnili, i když mnoho z nich na festivalu začínalo. Festival se konal v areálu již zaniklého letního kina Bažantnice.
Proběhlo již několik pokusů festival obnovit a občas je pořádána revivalová verze festivalu.